# Абрамов, Пётр Валерьевич
Абрамов Пётр Валерьевич (род. 21 декабря 1978, Москва, СССР) — российский актёр театра и кино, кандидат филологических наук, германист.

## Биография
Родился и вырос в Москве. Учился в школе № 607 (ныне — № 1414) в Марьиной роще, где в выпускных классах осваивал основы телевизионной и радиожурналистики, на базе подготовительных курсов ГИТРа. Телевизионную журналистику вёл легендарный Юрий Валерианович Фокин, основы телережиссуры В. Азарин и М. А. Литовчин.
По окончании школы в 1996 году поступил в Высшее театральное училище имени М. С. Щепкина при Малом Театре, на курс народного артиста СССР, профессора В. И. Коршунова, а в 2000 году был приглашён в труппу Малого театра, где служит по сей день. Тесно связаны детство и творческая биография ещё и с Центральным академическим театром Российской армии, где Пётр Абрамов служил в команде актёров-военнослужащих и играл в спектаклях в 2000/2002 гг. Его отец — народный артист России, актёр ЦАТРА В. В. Абрамов (род. 1950).
Ещё в 1995 году начал переводить с немецкого и норвежского языков поэзию и прозу, а заинтересовавшись впоследствии творчеством И. В. Гёте, начал регулярно посещать заседания Гётевской комиссии при Академии наук в Москве. Впоследствии стажировался в Германии и в Институте Гёте (2003, 2005 гг.). Исследование творчества великого немецкого поэта станет, со временем, второй профессией.
В 2005 году досрочно закончил заочную аспирантуру Московского университета печати имени Ивана Фёдорова и защитил в марте 2006 года диссертацию на соискание учёной степени кандидат филологических наук по теме «Гёте как архетип поэта».(Специальность 10.01.03 литература народов стран зарубежья, защита на кафедре Всемирной литературы филологического факультета МПГУ, научн. рук. — д. филол. н., проф. В. А. Пронин). В работе впервые в отечественном гётеведении исследован генезис индивидуального мифотворчества Гёте, в русле самомифологизации образа поэта рассмотрены такие понятия как автомиф, биографический канон, архетип. Впервые изучена обширная иконография поэта (его портреты) с точки зрения визуализации архетипа.
В том же году в издательстве «Рипол-Классик» вышел авторский сборник переводов «Золотые сны былого. Гёте. Ленау. Шторм» — сборник-билингва содержал не только поэтические переводы, но и биографические зарисовки о поэтах.
С 2005 года — член Общества Гёте Goethe-Gesellschaft(Weimar). С 2006 года в качестве полноправного участника выступает с докладами на съездах Российского Союза германистов.
Автор более 30 публикаций в отечественных и зарубежных научных журналах, написал более 25 статей об актёрах, переводчиках, певцах в Московской Энциклопедии /раздел — Лица Москвы/ под. ред. академика С. О. Шмидта.
С 2006 года по настоящее время как внештатный совместитель читает курс истории зарубежной литературы в МГУП имени Ивана Фёдорова для журналистов, доцент МГУП (2012).
Помимо работы в Малом театре ведёт активную концертную деятельность, выступает с литературно-музыкальными композициями на стихи отечественных и зарубежных поэтов в концертных залах Царицыно, дома-музея Ф. И. Шаляпина, в Доме Музыки. В 2013 году был соавтором и соведущим медиапроекта РИА Новости, посвящённого юбилею Ф. И. Шаляпина.
Более десяти лет сотрудничает со старейшим квартетом «Московская балалайка», с которым выпустил несколько ретро-программ. Среди них — «Песни старой России» (2012), поскольку особый интерес Пётр Абрамов проявляет к истории песен русской эмиграции, казачества, городского романса; после единственной встречи с Иваном Ребровым в Германии (декабрь 2007) написал о нём ряд статей. Актёр — участник программы «Романтика романса», лауреат Международных фестивалей, поёт с симфоническим оркестром Малого театра в спектаклях и мюзиклах.
С Большим симфоническим оркестром В. И. Федосеева в 2013 году выступал с чтением фрагментов пушкинской «Метели» в день рождения поэта. Поёт на пяти языках, свободно владеет немецким, говорит по-норвежски, знает латынь, французский.
Пётр Абрамов работает на дубляже и озвучивании аудиокниг. Среди работ: «Золотые сны былого» (Медиа Книга, 2008), «Рождественские сказки» (БиСмарт, 2012), «Таймлесс. Рубиновая книга» (БиСмарт, 2013).
Награды: Медаль Российского казачества «За государственную службу»
В июне 2013 года награждён Почётной грамотой Министерства Культуры Российской Федерации (Приказ № 282-вн от 14.06.2013.)

## Театр
Роли на сцене Малого театра:
- 2000 Опричник «Князь Серебряный» А. К. Толстого
- 2000 Стенбокк «Король Густав Васа» А.Стриндберга
- 2001 Князь Хворостинин «Царь Фёдор Иоаннович» А. К. Толстого
- 2001 Повар «Чайка» А. П. Чехова
- 2001 Камердинер «Коварство и любовь» Ф. Шиллера
- 2001 Стрелец «Царь Борис» А. К. Толстого
- 2001 Олень «Снежная королева» Е. Шварца
- 2002 Иов «Царь Фёдор Иоаннович» А. К. Толстого
- 2002 Григорий «На всякого мудреца довольно простоты» А. Н. Островского
- 2002 Секретарь Ришельё «Плащ кардинала» П. Гусева по А.де Виньи
- 2004 Сергей «Последняя жертва» А. Н. Островского
- 2008 Начальник стражи «Тайны Мадридского двора» Э.Скриба, Е.Легуве
- 2009 Барон де Ратиньер «Таинственный ящик» П.Каратыгина, режиссёр Ю.Соломин
- 2009 Принц. «Умные вещи» С. Я. Маршака, режиссёр В.Фёдоров
- 2010 Дон Мигель, «Дон Жуан» А. К. Толстого, режиссёр А.Клюквин
- 2011 Первый волхв, «Царь Иоанн Грозный» А. К. Толстого

## Публикации (избранное)
1. Абрамов П. В. Гёте как архетип поэта // Русская германистика: Ежегодник Российского союза германистов. Т. 2. — М. Языки славянской культуры, 2006. — 400 с. С. 352—359.
2. Абрамов П. В. Иконография Гёте в книжных изданиях // Известия высших учебных заведений «Проблемы полиграфии и издательского дела» научно-технический журнал № 4 октябрь — декабрь М. 2004. (УДК 7. 04), С. 103—123.
3. Абрамов П. В. Гёте и Томас Манн: к проблеме гения. // Вестник Московского государственного университета печати, научно-технический журнал № 9 сентябрь, М. 2007. С. 163—178.
4. Абрамов П. В. И. В. Гёте: лики и воплощения (Иконография поэта и его визуальный архетип) // Гётевские чтения 2004—2006, под ред. Г. В. Якушевой — М. Наука 2007. С. 217—238.
5. Абрамов П. В. «Фауст» XXI века в России новые переводы трагедии И. В. Гёте (типология, структура, перспективы) // Русская германистика: Ежегодник Российского союза германистов, Спецвыпуск 2. Москва — Нальчик (Каб. — Балк. у-нт), 2008, −170 с. С. 81 — 89.
6. Абрамов П. В. И. В. Гёте Цикл стихотворений «Рейн и Майн» — перевод, публикация и комментарии П. Абрамова // Гётевские чтения 2003, под ред. С. В. Тураева — М. Наука, 2003. С. 137—144.
7. Абрамов П. В. И. П. Эккерман об одном сне — перевод и публикация П. В. Абрамова // Гётевские чтения 2004—2006, под ред. Г. В. Якушевой — М. Наука 2007. С. 393—398.
8. Абрамов П. В. Архетип Гёте в восприятии русских романтиков // XVI Пуришевские чтения «Всемирная литература в контексте культуры», сборник статей и материалов конференции «Образы иной культуры в национальных литературах», отв. ред. М. И. Никола, отв.ред. выпуска А. В. Коровин — М. МПГУ, 2004, 246 с. С.4.
9. Абрамов П. В. Золотые сны былого. Поэзия Германии XVIII—XIX веков Гёте. Ленау. Шторм. // Пер. с нем., сост., вступ. ст., прим. и комм. Петра Абрамова — М.: Рипол-классик, 2005. — 320 с.: илл.
10. Абрамов П. В. Любимов Николай Михайлович статья // Московская энциклопедия т. 1. Лица Москвы, кн. 5, под. ред. акад. С. О. Шмидта с. 210. — М. 2012.
11. Абрамов П. В. (совместно с Кряжева Е. Д.) Фокин Юрий Валерианович с. 127—128. там же. — М. 2012.
12. Абрамов П. В. «Западно-восточный диван» И.В Гёте как пространственно-временной синтез //Русская германистика. Ежегодник Российского союза германистов, (спецвыпуск), с. 117—126, Нальчик — Москва 2012.

Переводы: Фишер-Лихте Эрика «Преобразующая сила постановки. Вопросы эстетики перформативного» — авторизованный перевод с немецкого Пётр Абрамов — Вопросы театра — № 4, 2013 (в печати)